# E. Bradford Burns
Edward Bradford Burns (1932-1995) fue un historiador y profesor universitario estadounidense especializado en América Latina, particularmente Brasil y Nicaragua.

## Biografía
Nacido en Muscatine, Iowa, hijo de Edward Sylvester y Wanda Adaline (Schwandke) Burns, sirvió en la Reserva Naval de Estados Unidos de 1956 a 1959. Recibió su licenciatura en la Universidad de Iowa en 1954 y su maestría en Tulane en 1955. Después de obtener su doctorado en la Universidad de Columbia en 1964, dio conferencias en UCLA y Columbia. En UCLA, fue el primer Decano de la División de Honores de la Facultad de Letras y Ciencias.
Burns se hizo famoso brevemente por sus críticas a la postura de Ronald Reagan sobre Nicaragua. Inicialmente pasó desapercibido, como cuando Burns escribió un artículo publicado en el NACLA Report on the Americas en 1983 sobre una visita del North American Congress on Latin America a Nicaragua titulado «Reagan Hype Shuns Reality». Luego, Reagan criticó públicamente un editorial que Burns publicó sobre la política estadounidense en Nicaragua, lo que dio lugar a lo que el profesor describió como «15 minutos de fama», incluida una entrevista en Nightline. El presidente estadounidense acusó a Burns de difundir «desinformación» sobre la presencia de oficiales de la Guardia Nacional de Somoza entre los Contras. Burns escribió un artículo sobre esta experiencia, titulado «Me and the Prez», que se publicó en el LA Weekly del 28 de marzo de 1985.
El primer libro de Burns, The Unwritten Alliance: Rio-Branco and Brazilian-American Relations, ganó el Premio Bolton. El gobierno brasileño le otorgó la Orden de Río Branco en 1966. Miembro correspondiente del Instituto Histórico y Geográfico Brasileño , entre sus numerosas obras se encuentran también A History of Brazil, Patriarch and Folk, y un ensayo bibliográfico que fue el primero en inglés en resaltar las contribuciones del intelectual afrobrasileño Manuel Querino.
En A History of Brazil, Burns denunció los métodos represivos de la dictadura militar que gobernó Brasil de 1964 a 1985: «Una amplia documentación detalla, entre 1964 y 1979, más de 283 tipos de tortura infligidos a 'disidentes', en 242 centros clandestinos de tortura, por 444 torturadores individuales. Las víctimas aún siguen sin ser contadas ni identificadas, pero muchos de los que vivieron el terror militar han descrito públicamente su terrible experiencia desde entonces».
Profesor emérito de UCLA, murió de cáncer de hígado el 19 de diciembre de 1995 y le sobrevivieron su madre y su hermana, Karen Burns Kenny.

## Obras seleccionadas
- A History of Brazil (Nueva York: Columbia University Press, 1971)
- At War in Nicaragua: The Reagan Doctrine and the Politics of Nostalgia (Nueva York: Perennial Library/Harper & Row, 1987)
- «Bibliographical Essay: Manuel Querino's Interpretation of the African Contribution to Brazil» (The Journal of Negro History. 59 (1): 78–86, 1979)
- Latin America: A Concise Interpretive History (Lebanon, Indiana: Prentice Hall, 1994)
- Patriarch and Folk: The Emergence of Nicaragua, 1798-1858 (Cambridge, MA: Harvard University Press. 1991)
- The Poverty of Progress: Latin America in the Nineteenth Century (Berkeley, CA: University of California Press, 1980)
- The Unwritten Alliance: Rio-Branco and Brazilian-American Relations (Nueva York: Columbia University Press, 1966)